# Sukorady (Hradec Králové)
Sukorady é uma comuna checa localizada na região de Hradec Králové, distrito de Jičín‎.